# Ludwig Burchhard
Ludwig Burchhard (* 12. Dezember 1853 in Blankenburg (Harz); † 22. August 1892 in Borowo, Gemeinde Czempiń, Provinz Posen) war ein deutscher Verwaltungsjurist.

## Leben
Ludwig Burchhard studierte an der Kaiser-Wilhelms-Universität Straßburg und der Ruprecht-Karls-Universität Heidelberg Rechtswissenschaft. 1873 wurde er Mitglied des Corps Rhenania Straßburg. 1874 schloss er sich dem Corps Guestphalia Heidelberg an. Nach Abschluss des Studiums trat er in den preußischen Staatsdienst. Als Regierungsassessor wurde er Ende 1882 Landrat des Kreises Schrimm. Das Amt hatte er bis zu seinem Tod 1892 inne.